# Dorfkirche Dalchau (Möckern)

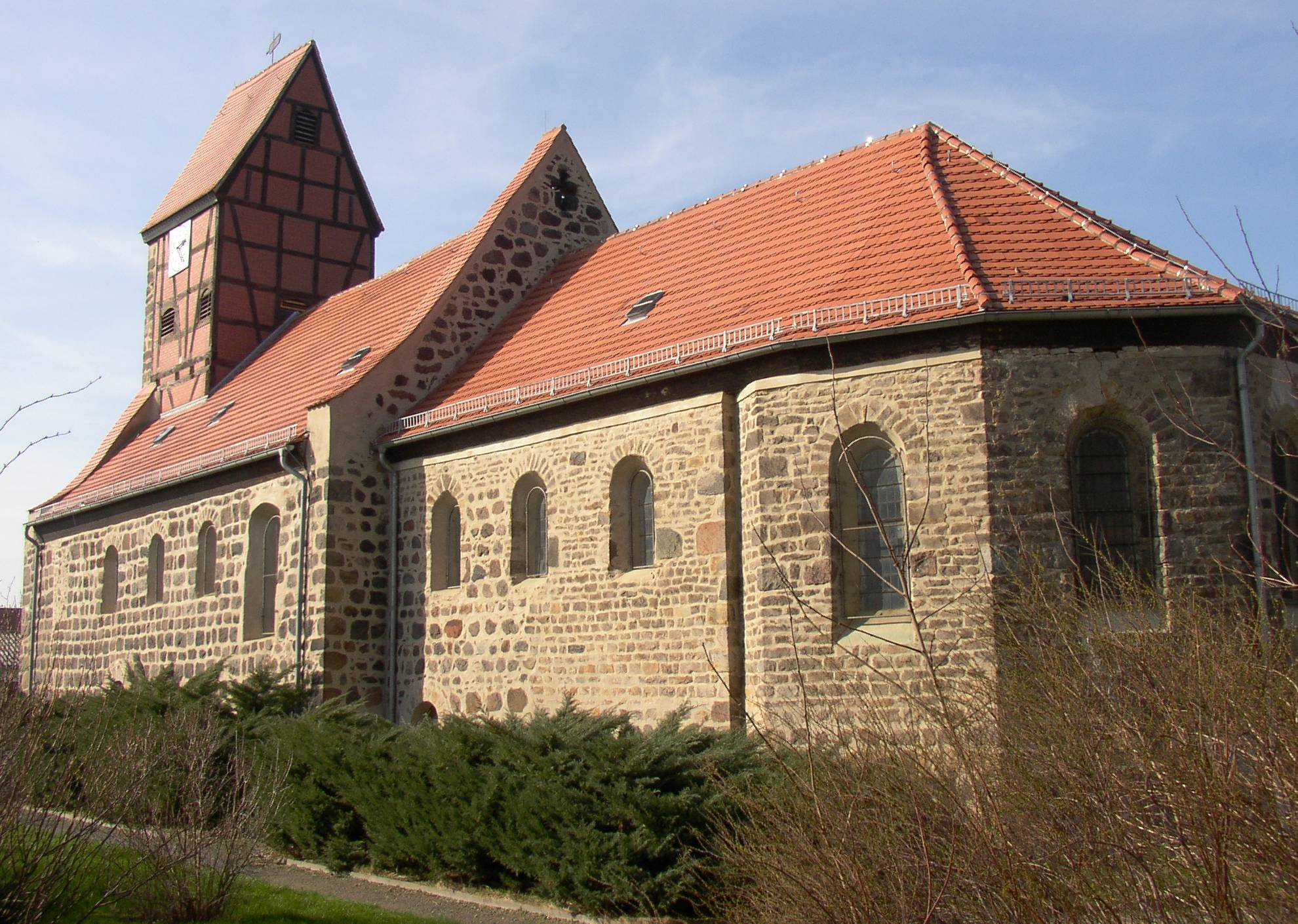
Dorfkirche Dalchau (Möckern)

Die evangelische Dorfkirche Dalchau ist eine romanische Saalkirche im Ortsteil Dalchau von Möckern im Landkreis Jerichower Land in Sachsen-Anhalt. Sie gehört zum Pfarramtsbereich Loburg im Evangelischen Kirchenkreis Elbe-Fläming der Evangelischen Kirche in Mitteldeutschland.

## Geschichte und Architektur
Die Kirche ist ein romanischer Feldsteinbau aus rechteckigem Schiff und eingezogenem Rechteckchor, der 1161 urkundlich geweiht wurde. In den Jahren 1677–1702 wurde der Chor erneuert und um die polygonale Apsis erweitert. Die Apsis ist nur am Ansatz leicht eingezogen. Aus dieser Zeit stammt auch der barocke Turmaufsatz in Fachwerk über dem vermutlich nicht über das Untergeschoss hinausgeführten ursprünglichen Westturm. An dessen Westseite ist ein rundbogiges Stufenportal eingebaut, seitlich etwas darüber zwei heute verschlossene Oculi. Die Rundbogenfenster des Schiffs sind romanisch, allerdings später überarbeitet, im Chor jedoch barock.
Das flachgedeckte Schiff ist vom Chor durch einen runden Triumphbogen geschieden. Nach Westen öffnet es sich ebenfalls in einem großen Rundbogen zum Turmuntergeschoss. Seitlich davon ist je eine große rundbogige Öffnung über einer Sockelzone. In diese ist leicht zurückspringend ein doppelter Rundbogen in der Art eines Biforiums eingefügt; die ehemals eingestellten Säulen sind nicht mehr vorhanden. 

## Ausstattung
Die Kirche wurde im Zuge der Instandsetzung im Jahr 1968 ihrer Ausstattung weitgehend beraubt. Erhalten blieb der spätgotische Schnitzaltar, dem Typus des Viereraltars folgend, aus der Zeit um 1470/80. Im Schrein befindet sich in einer abgeschrägten Nische die Madonna, seitlich begleitet von ursprünglich je vier Heiligen in zwei Reihen übereinander: links ein Diakon, darunter die Heiligen Katharina und Margareta, rechts ein Bischof über der heiligen Barbara und einer weiblichen Heiligen. In den Flügeln sind ebenfalls zweireihig die zwölf Apostel aufgestellt. Über dem Schrein ist kleiner spätgotischer Kruzifixus angebracht. Der Taufstein ist vermutlich ursprünglich romanisch, wurde jedoch nachträglich oktogonal bearbeitet. Im Schiff ist ein Fragment eines Priestergrabsteines mit Ritzzeichnung und Inschrift aus dem 14. Jahrhundert erhalten.